# Росич, Джоко
Джо́ко Ро́сич (болг. Джордже Мирко Росич, серб. Ђоко Росић, Đoko Rosić; 28 февраля 1932, Крупань — 21 февраля 2014, София) — болгарский актёр сербского происхождения, снялся в более чем 110 фильмах.

## Биография
Родился в городе Крупань (Королевство Югославия), в семье серба и болгарки. В 1951 году Джоко иммигрировал в Болгарию по политическим причинам. 
17 лет будущий актёр работал радиожурналистом в отделе иновещания Болгарского национального радио. Был уволен в ходе чисток после Пражской весны как неблагонадёжный (у Росича на тот момент было югославское гражданство). Стал сниматься в фильмах и больше известен как актёр.
Скончался от рака 21 февраля 2014 года в больнице «Лозенец» на 82 году жизни.

## Фильмография

### Актёр кино
- 1964 — «Приключение в полночь» — Ахмед
- 1982 — «Без паники, майор Кардош!» — пилот немецкого бомбардировщика
- 1985 — «В поисках капитана Гранта» — Айртон (Бен Джойс)
- 1999 — «Тувалу» — старый моряк Грегор

также
- 1962 - Хроника чувств[болг.] - Мишо
- 1963 - Смерти нет[болг.] - Златан
- 1966 - Вечный календарь[болг.] - Георги Дочкин
- 1966 - Между двоими[болг.]
- 1967 - По тротуару[болг.] - Костадин
- 1969 - Восьмой[болг.] - Пётр
- 1969 - Признание[болг.] - Игнат
- 1969 - Снова в дорогу[болг.] - Танас
- 1970 - Момент свободы[болг.] - Полицай
- 1970 - bg:Езоп (филм) - Пратеникът на Крес
- 1970 - Четверо в вагоне[болг.] - Член партийного комитета
- 1971 - Демон империи[болг.]
- 1972 - bg:Глутницата - Сандо
- 1973 - Бегство в Ропотамо[болг.] - водитель
- 1974 - Мой отец - маляр[болг.]
- 1974 - Зарево над Дравой
- 1974 - Иван Кондарев[болг.]
- 1975 - Откуда мы знаем друг друга[болг.] - болгарский офицер
- 1975 - bg:При никого - Вуйчо Ваньо
- 1976 - Реквием мерзавке[болг.]
- 1976 - Голубая бездна[болг.]
- 1978 - Большой товар[болг.]
- 1978 - Рали[болг.]
- 1979 - Венгерская рапсодия
- 1979 - Война ежей[болг.] - отец Добролюба
- 1980 - Грузовик[болг.] - Читанугата
- 1981 - 681 - Величие хана[болг.]
- 1981 - Адаптация[болг.]
- 1981 - Капитан Петко Войвода[болг.]
- 1981 - Тырновская царица[болг.] - Папаймайка
- 1981 - «Хан Аспарух»
- 1983 - Золотая река[болг.]
- 1984 - Именем народа[болг.] - отец Марии
- 1985 - День не виден утром[болг.]
- 1985 - На другом берегу - свобода[болг.] - садовник
- 1986 - Судья[болг.] - Стою Манчов
- 1987 - Пять женщин на фоне моря[болг.]
- 1988 - Время насилия - Карахасан